# Tallapoosafloden

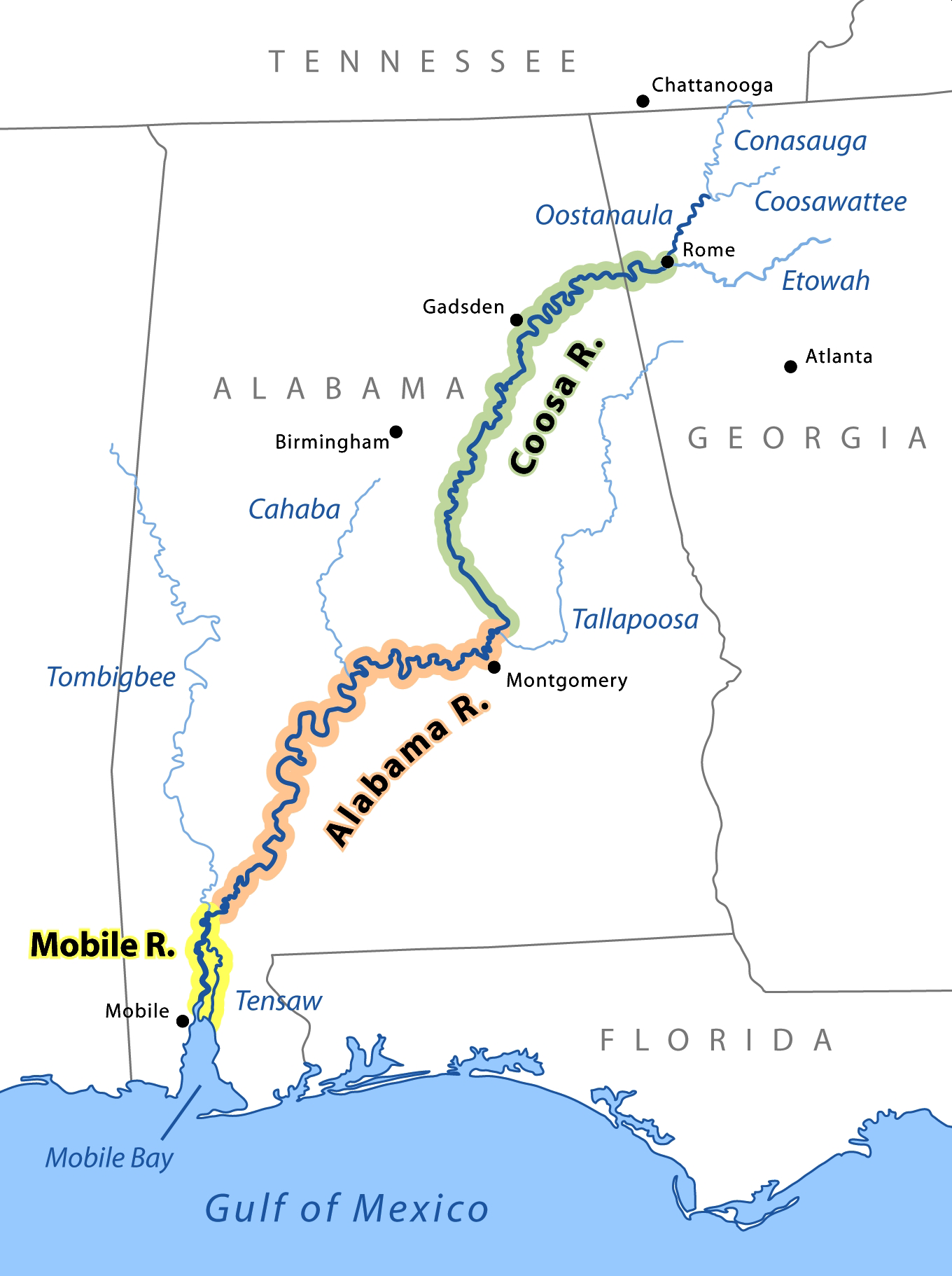
Karta över Tallapoosafloden, Coosafloden och Alabamafloden.

Tallapoosafloden (Tallapoosa River) har sina källor i Appalacherna i nordvästra Georgia, USA. Huvuddelen av flodens avrinningsområde ligger dock i Alabama. Den rinner samman med Coosafloden och bildar Alabamafloden. 

## Bildgalleri

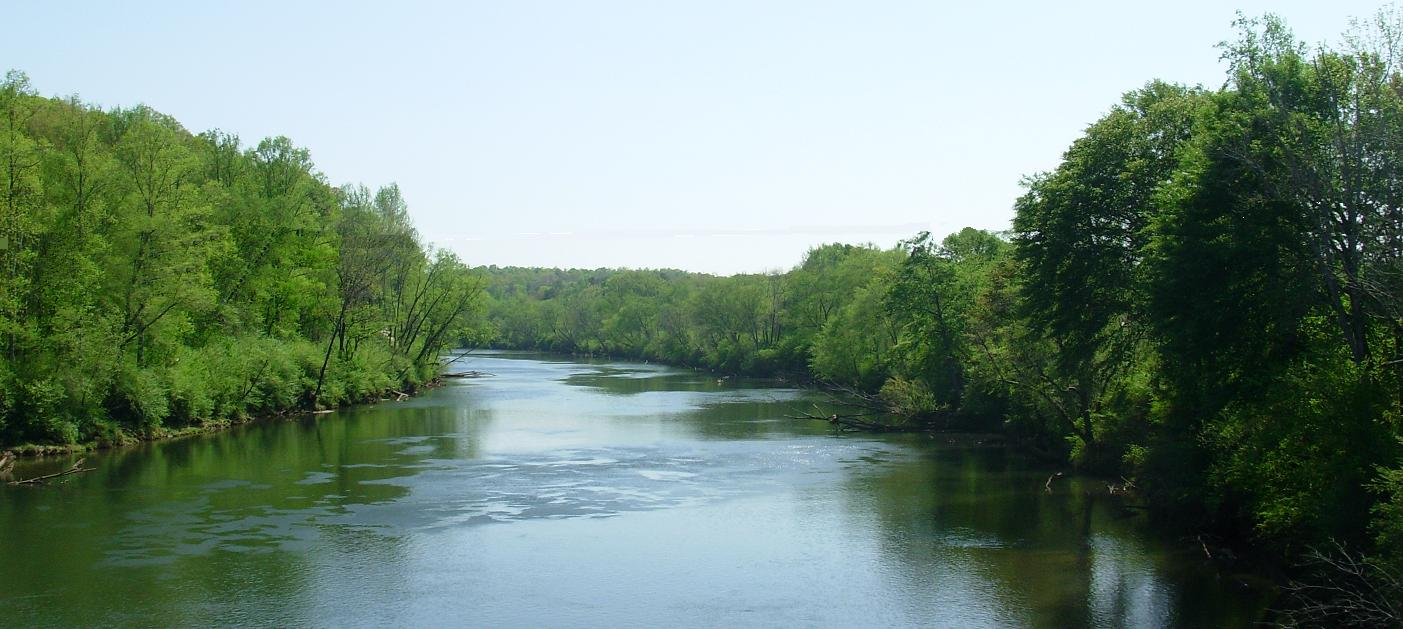
Högvatten
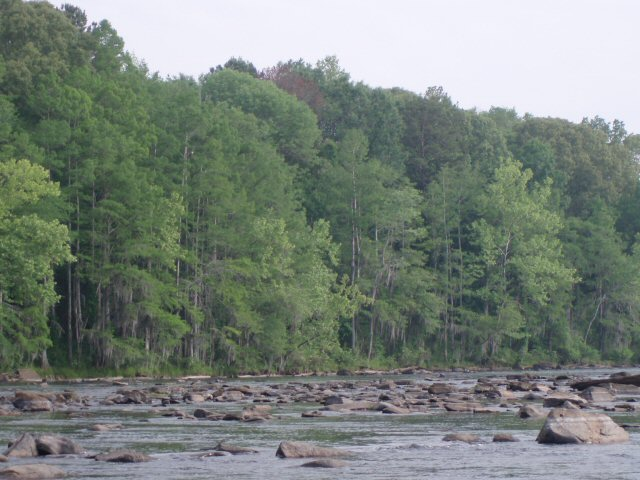
Lågvatten